# Грузинская каллиграфия
Грузинская каллиграфия (груз. ქართული კალიგრაფია картули калиграпиа) — искусство каллиграфии, один из видов изобразительного искусства художественного написания на грузинском языке во всех исторических формах грузинского письма — асомтаврули, нусхури и мхедрули.

## История
Грузия имеет многовековую традицию каллиграфии. Принятие христианства сыграло огромную роль в формировании национальной культуры картвелов, включая традиции создания рукописных книг, которые поддерживались монахами Грузинской православной церкви на протяжении столетий. Одним из крупнейщих центров грузинской каллиграфии было княжество Тао-Кларджети, за пределами Грузии также существовал ряд мест, где поддерживались традиции грузинской каллиграфии, в частности:
- Бачковский монастырь в Болгарии;
- Иверский монастырь на горе Афон в Греции;
- Монастырь Святого Креста в Иерусалиме;
- Лавра Саввы Освященного в Иудейской пустыне, в долине Кедрон;
- Монастырь Святой Екатерины на горе Синай;
- Антиохия и Константинополь.

Ежегодно 14 апреля в Грузии отмечается «День грузинского языка». В этот день подводятся итоги национальных конкурсов каллиграфии, победителям вручаются награды в Грузинском национальном центре рукописей.

## Известные каллиграфы
- Иаков Цуртавели (5-й век)
- Пётр Ивер (5-й век)
- Мартвири Сабацминдели (6-й век)
- Василий Сабацминдели (8-й век)
- Микаэли (9-й век)
- Макарий Летети (9-й век)
- Георгий Мерчуле (10-й век)
- Стефан Тбети (10-й век)
- Михаил Модрекили (10-й век)
- Евфимий Афонский (10-й век)
- Иоанн Иверский (10-й век)
- Баграт II (князь Тао-Кладжети) (10-й век)
- Гавриил Патараи (10-й век)
- Иоанн-Зосим[5] (10-й век)
- Иоанн Бераи (10-й век)
- Георгий Афонский (11-й век)
- Михаил Мцерали (11-й век)
- Арсен Ниноцминдели (11-й век)
- Иоанн Месвете (11-й век)
- Арсен Икальто (12-й век)
- Георгий Додиси (12-й век)
- Никраи (12-13-й век)
- Николоз Чолокашвили (16-й век)
- Сулхан-Саба Орбелиани[6] (17-й век)
- Мамука Тавакалашвили (17-й век)
- Анфим Иверский (17-й век)
- Давид Алексидзе-Месхишвили (18-й век)
- Георгий Авалишвили (18-й век)
- Эраст Туркестанишвили (18-й век)
- Александр Сулханишвили (19-й век)
- Нина Сублатти[7] (р.1995)

## Галерея

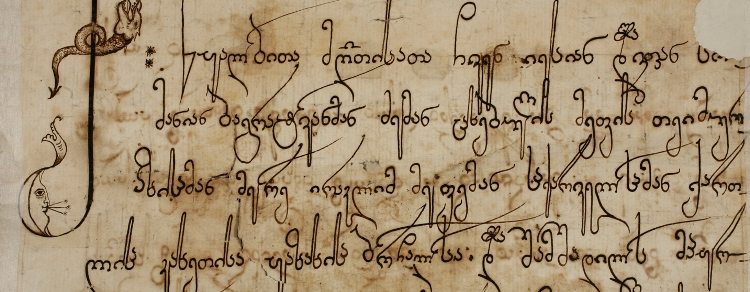
«წყალობითა მღუთისათა ჩვენ იესიან დავითიან სოლომანიან ბაგრატოვანმან ძემან ცხებულის მეფის თეიმურაზისამან მეორე ირაკლი მეფემან საქართველოისამან ქართლისა კახეთისა..»
«Милостью Божией мы, потомок Иессея, Давида, Соломона, Багратиони сын Теймураза II и Ираклия II, царя Грузии, Картлии и Кахетии…»

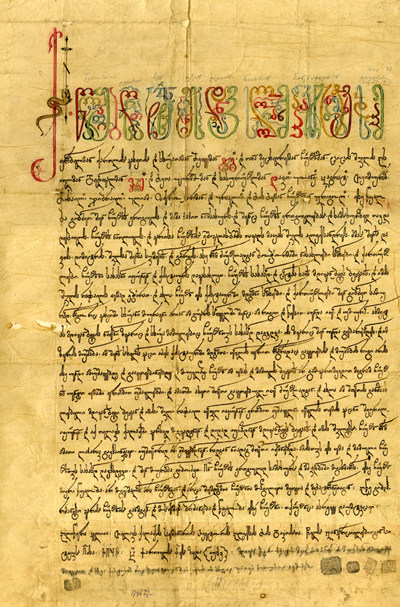
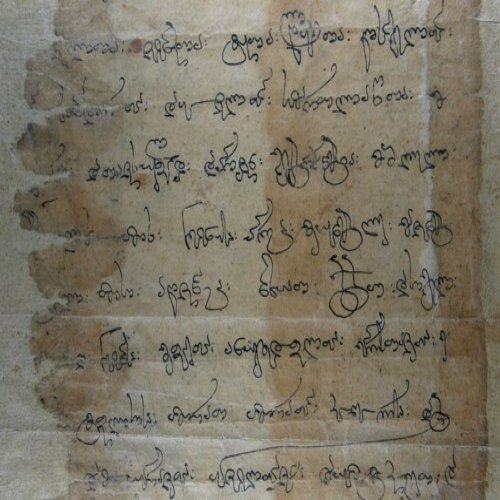
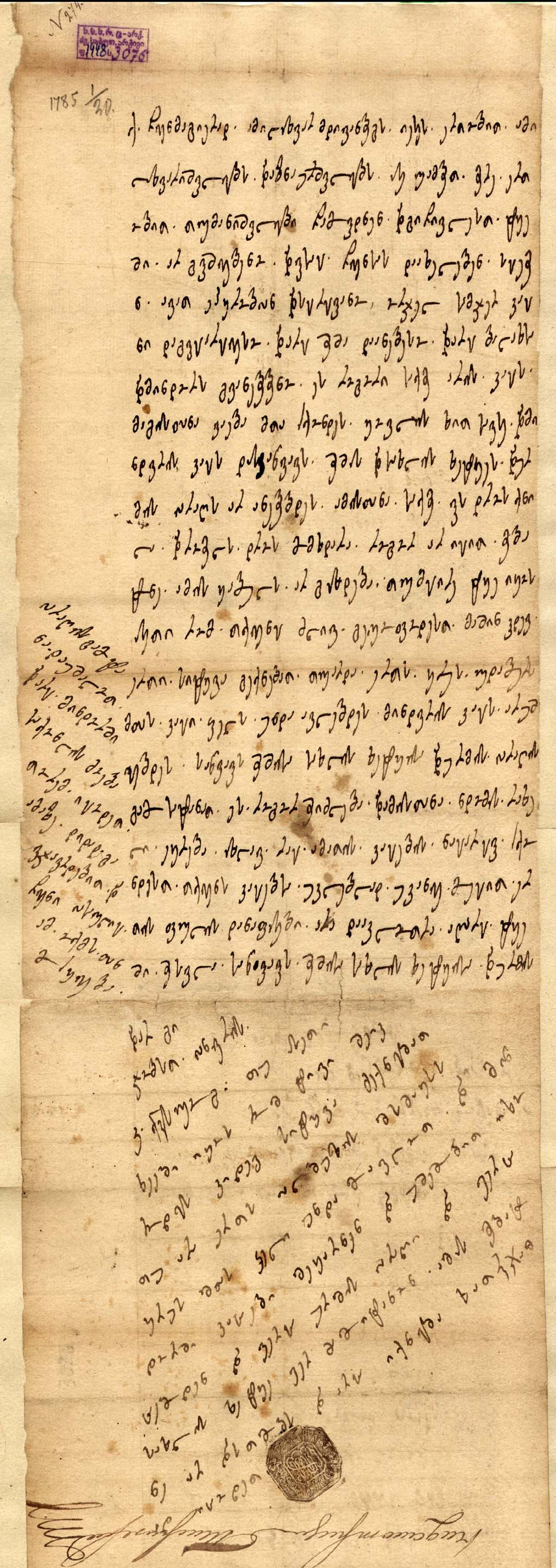
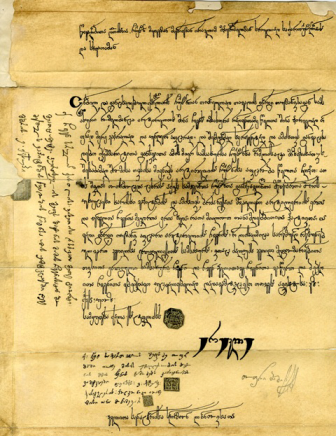
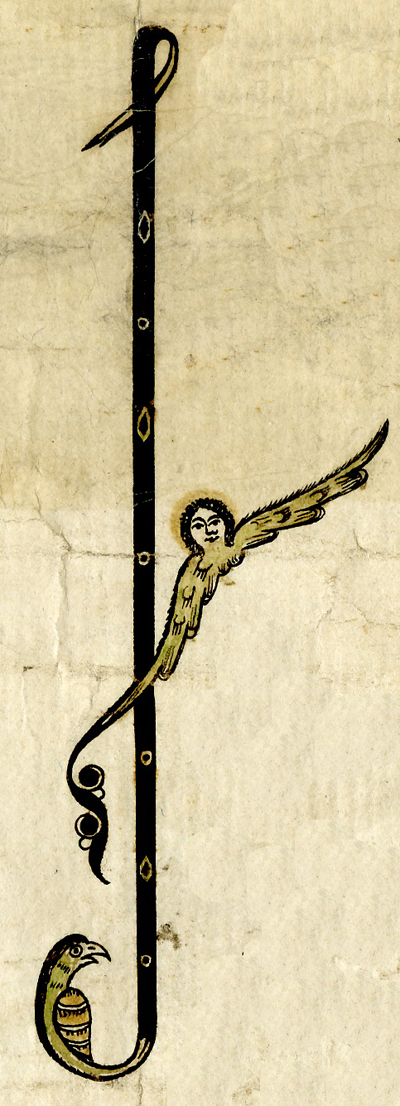
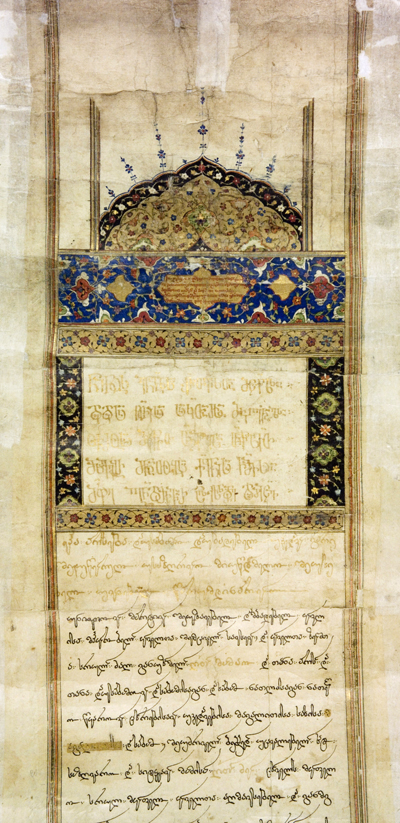
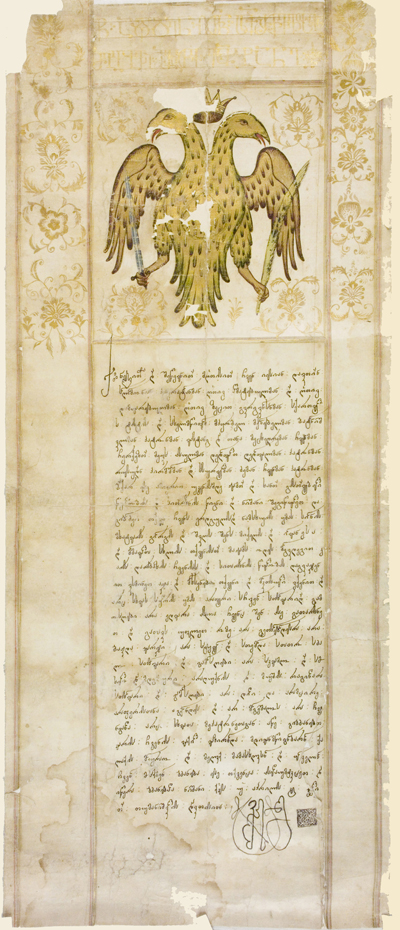
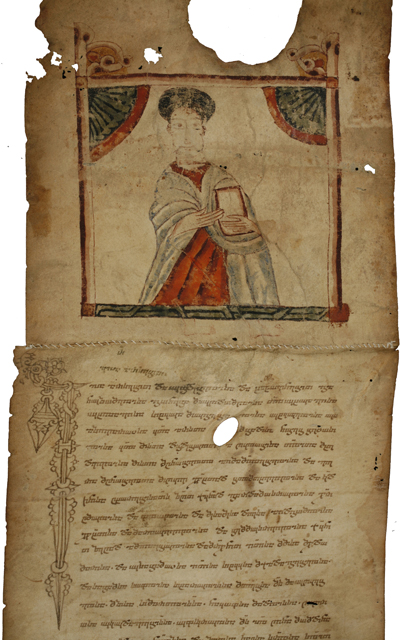
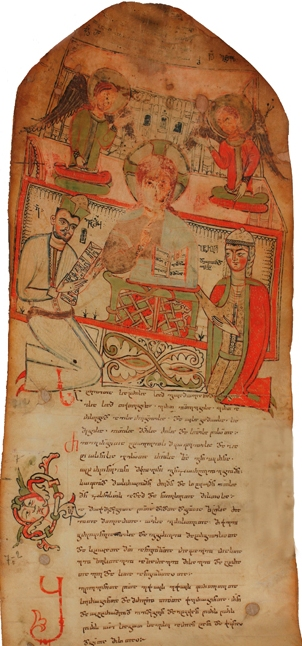
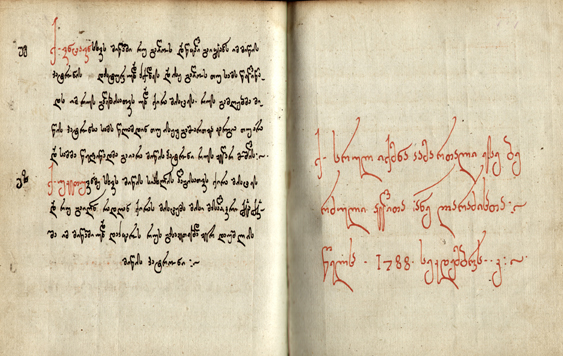
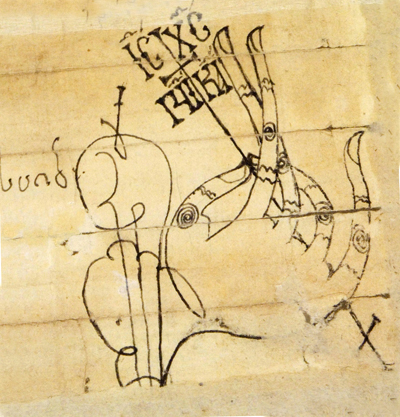
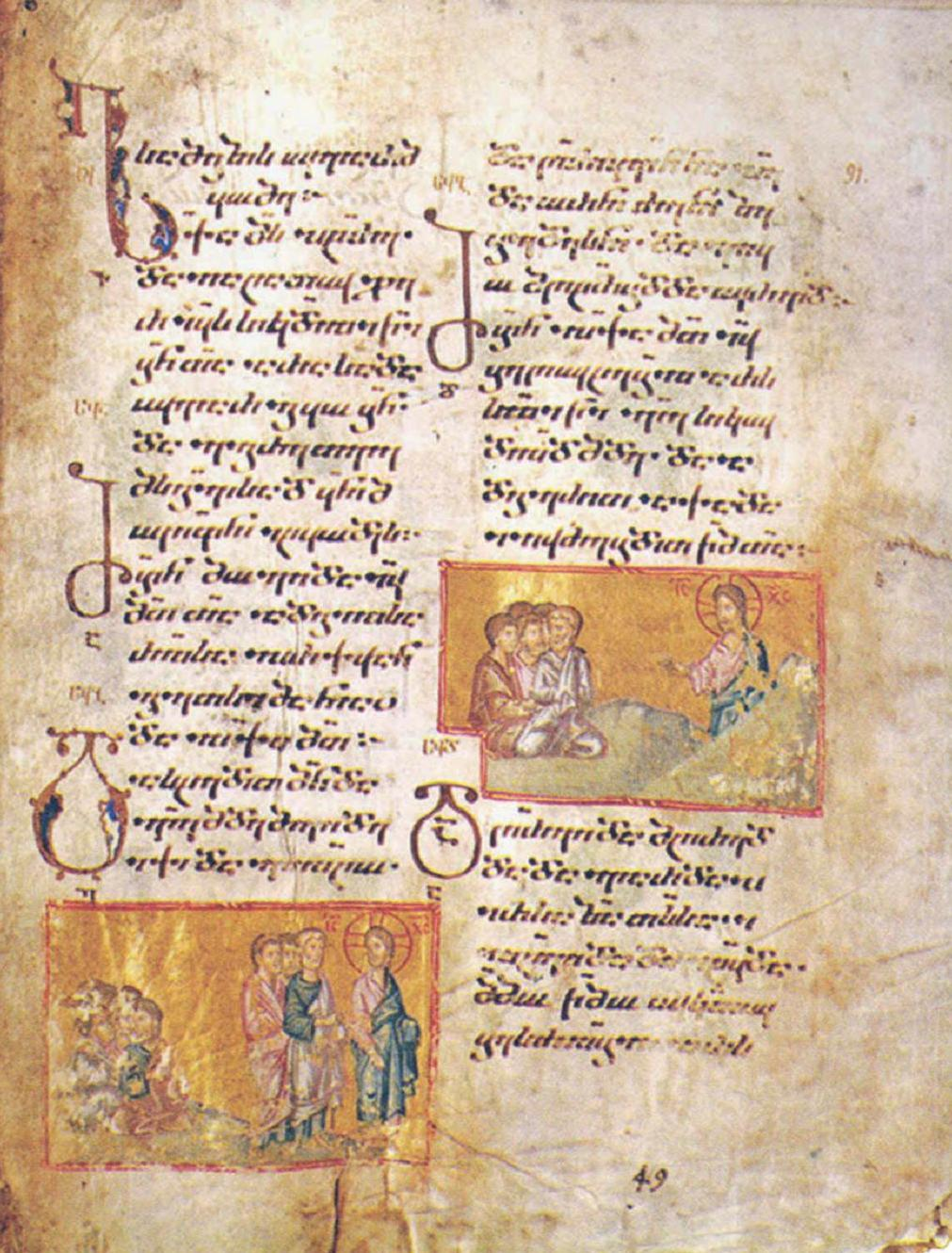
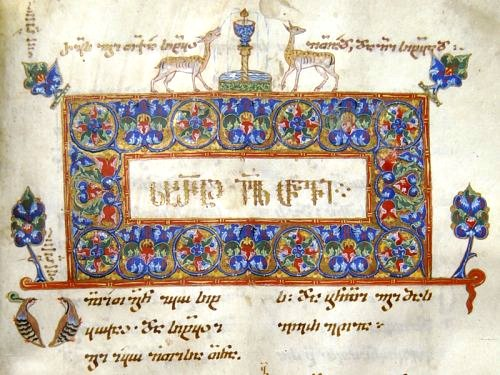
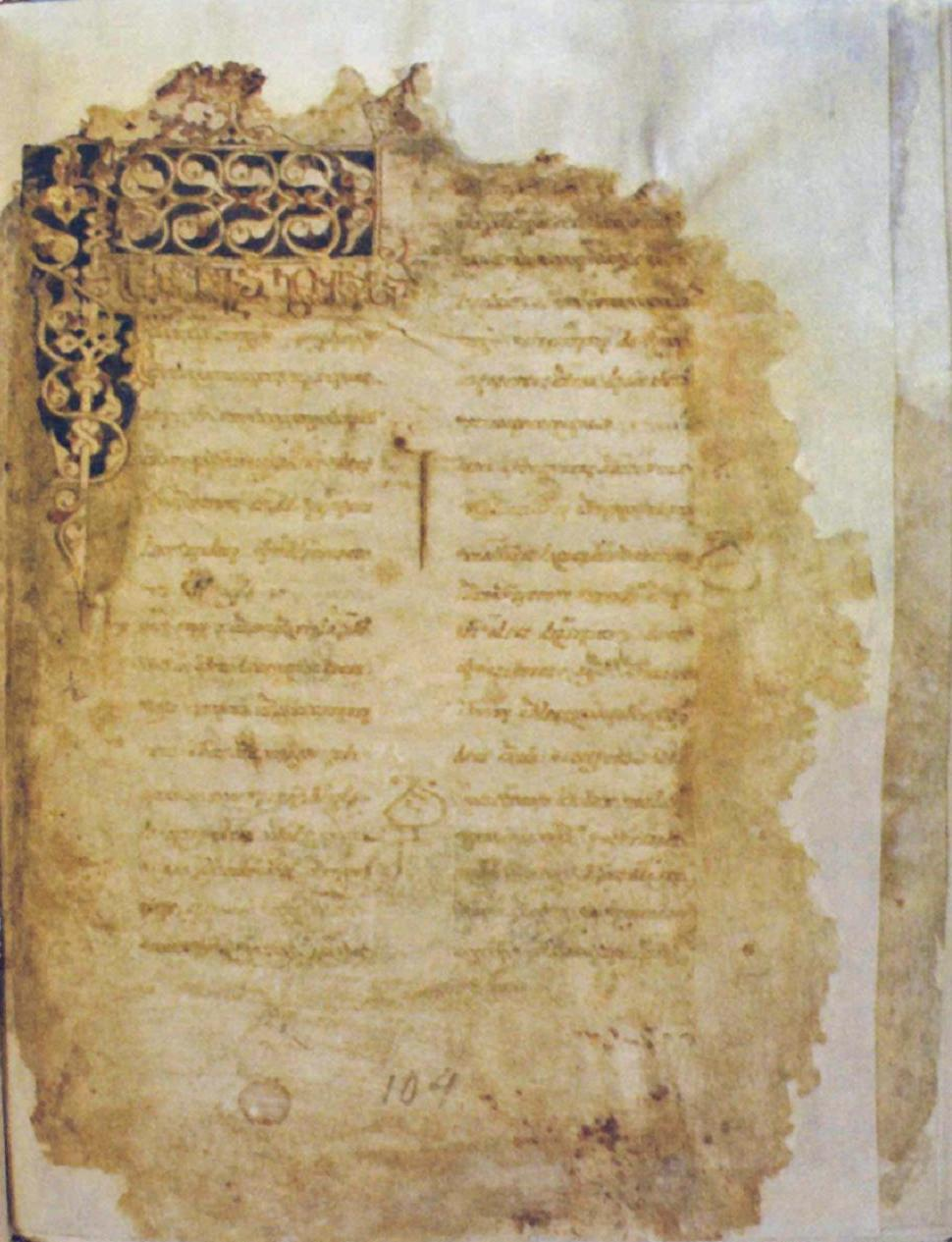
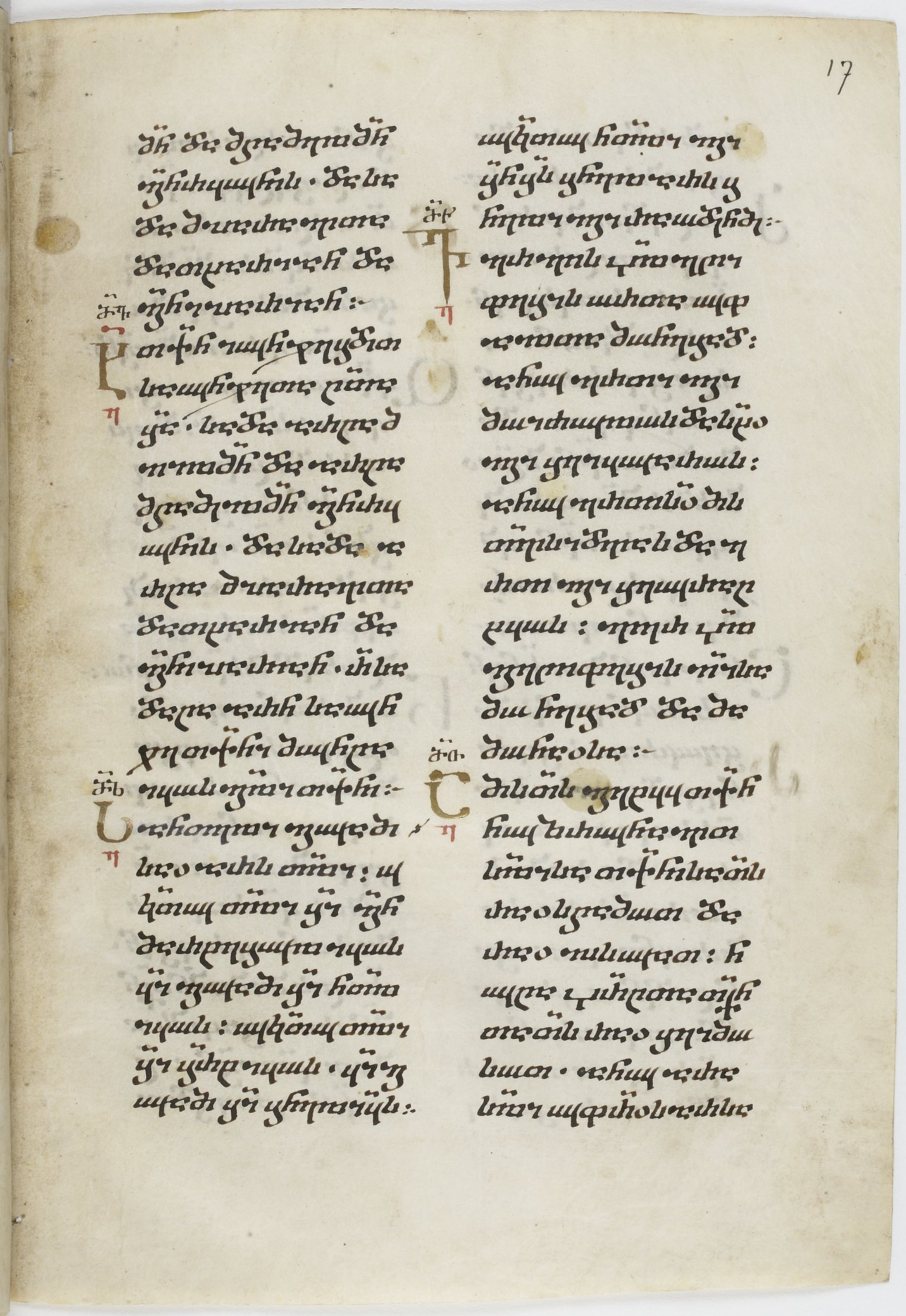
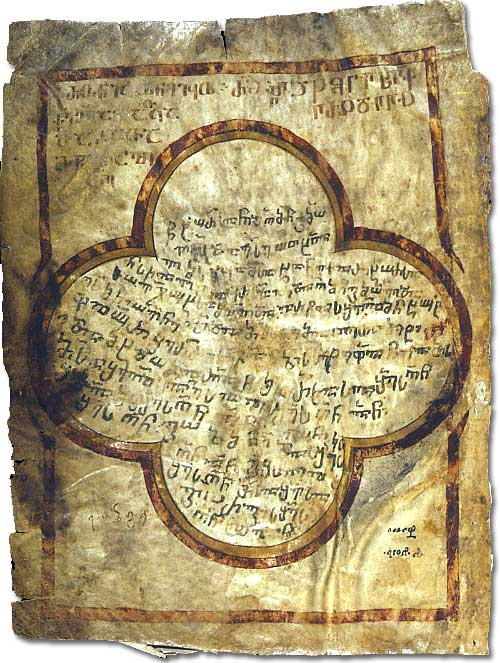
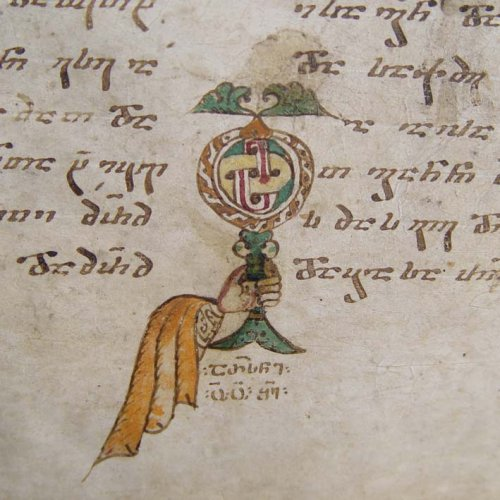
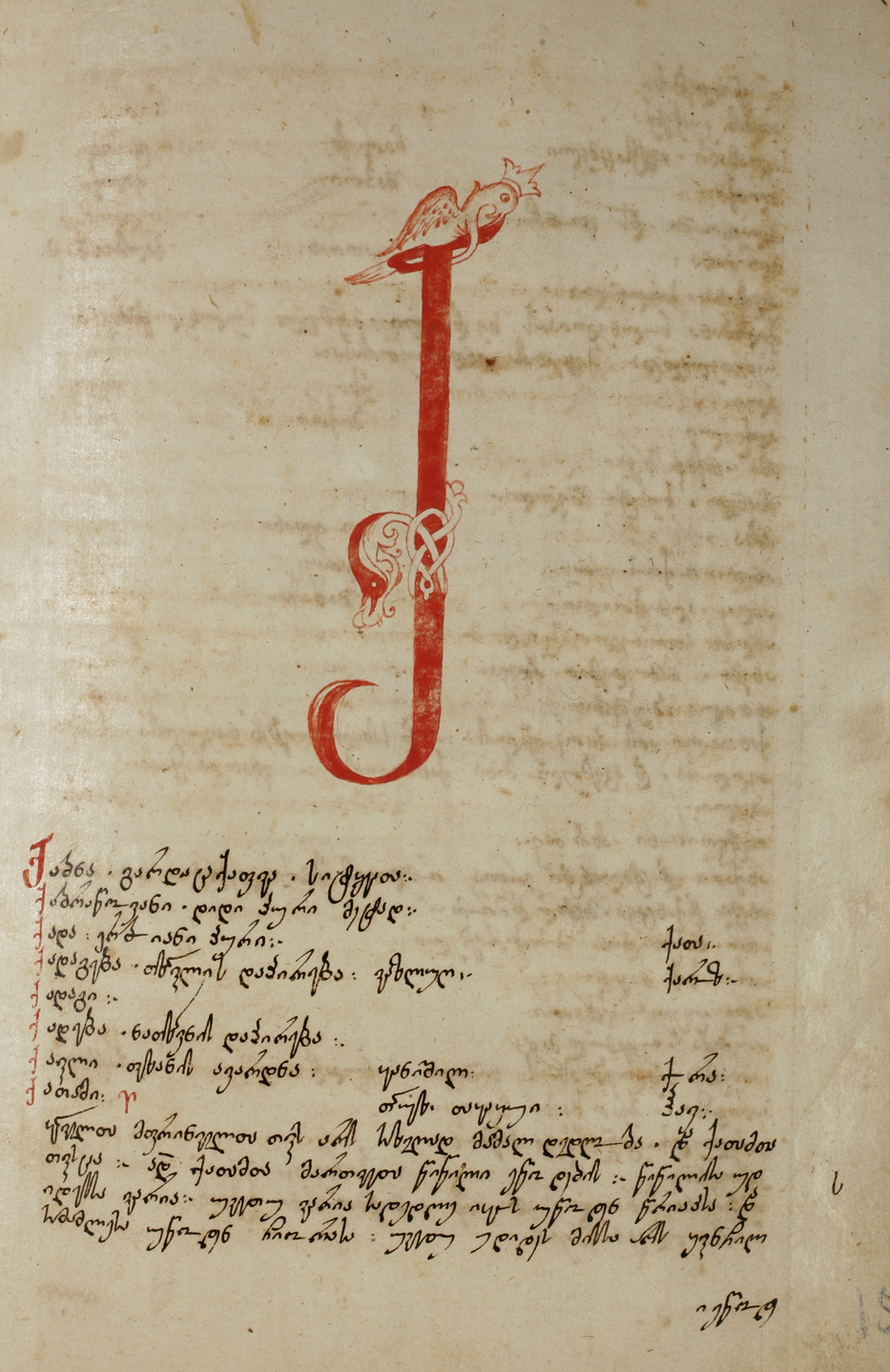
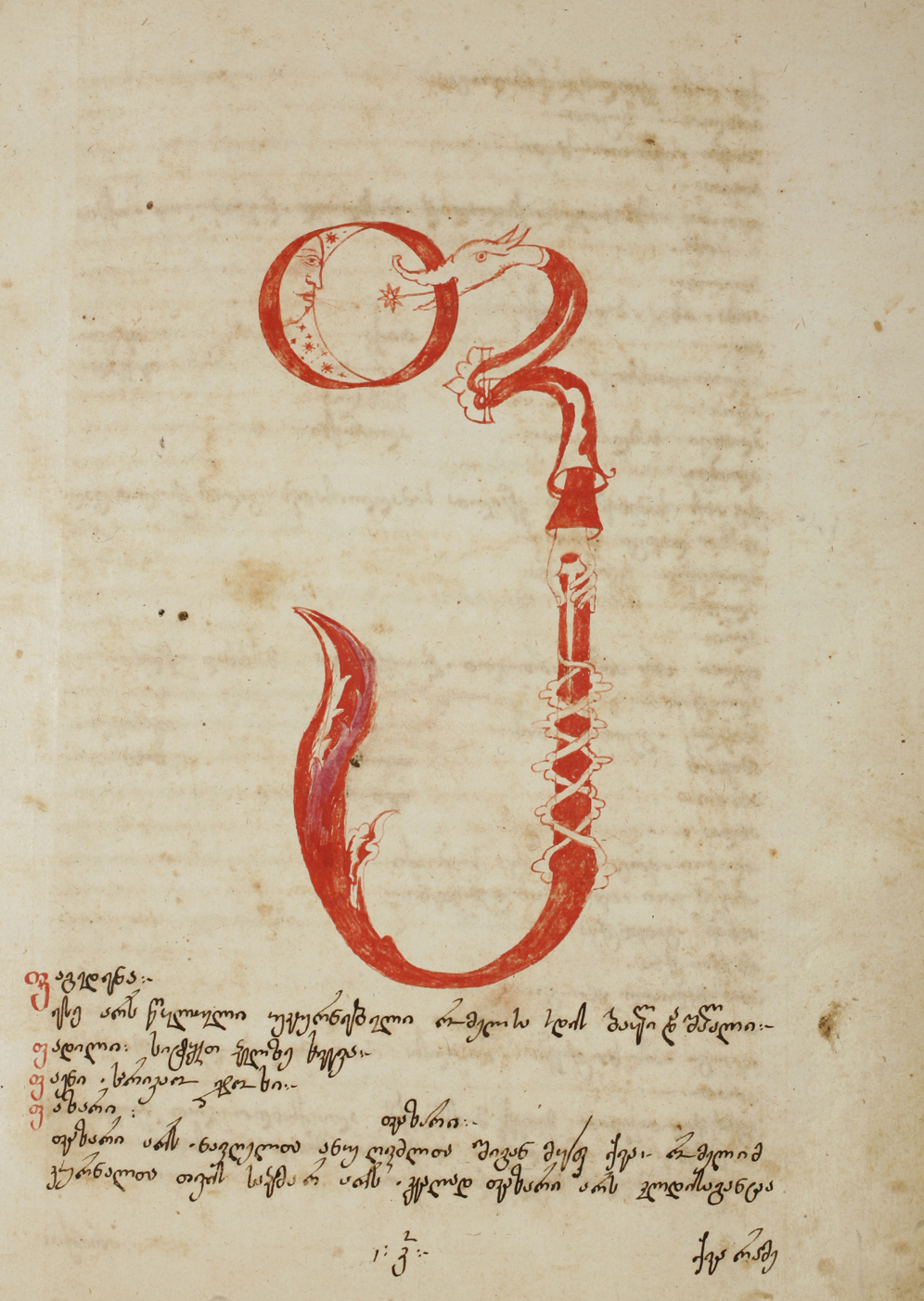
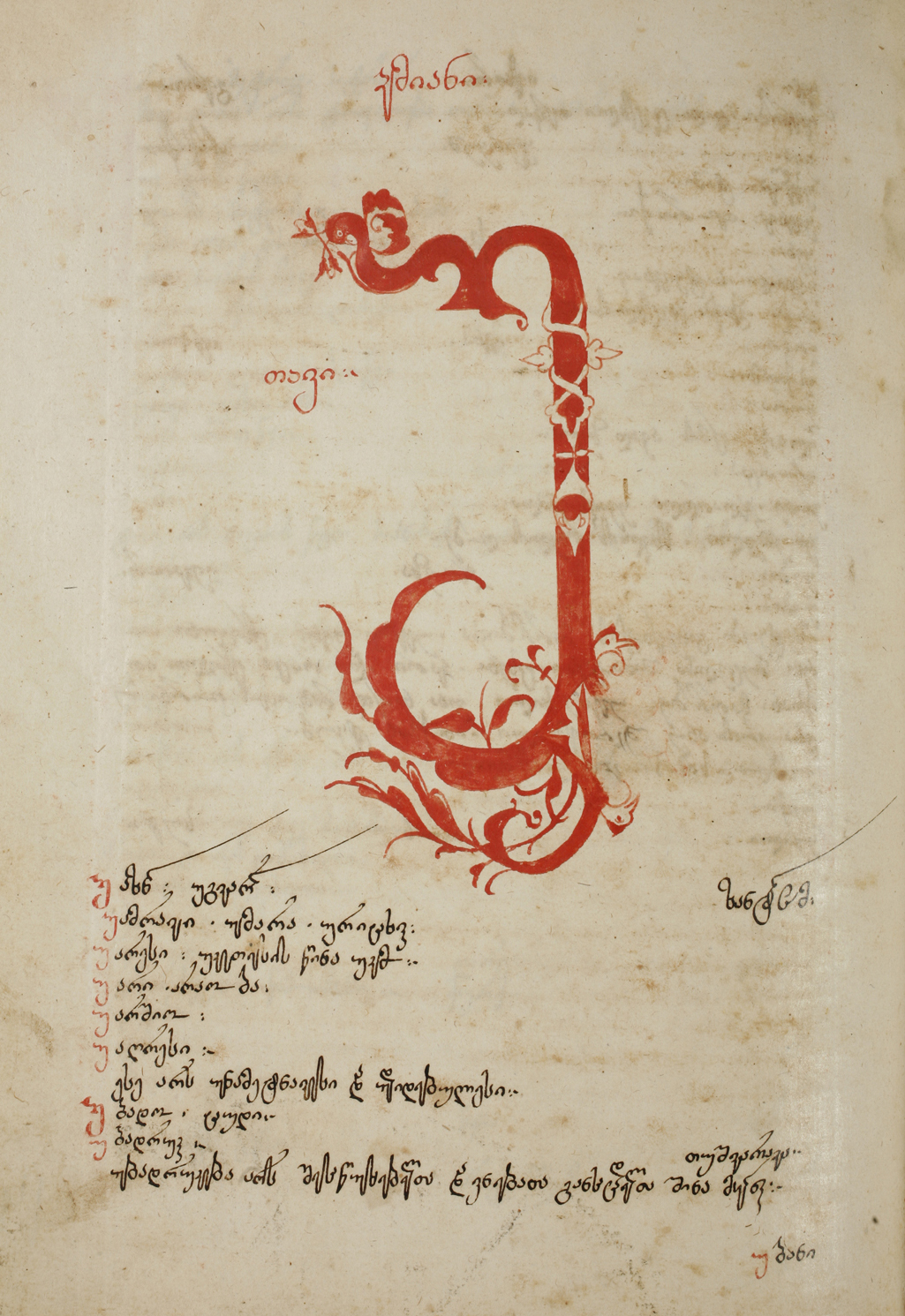
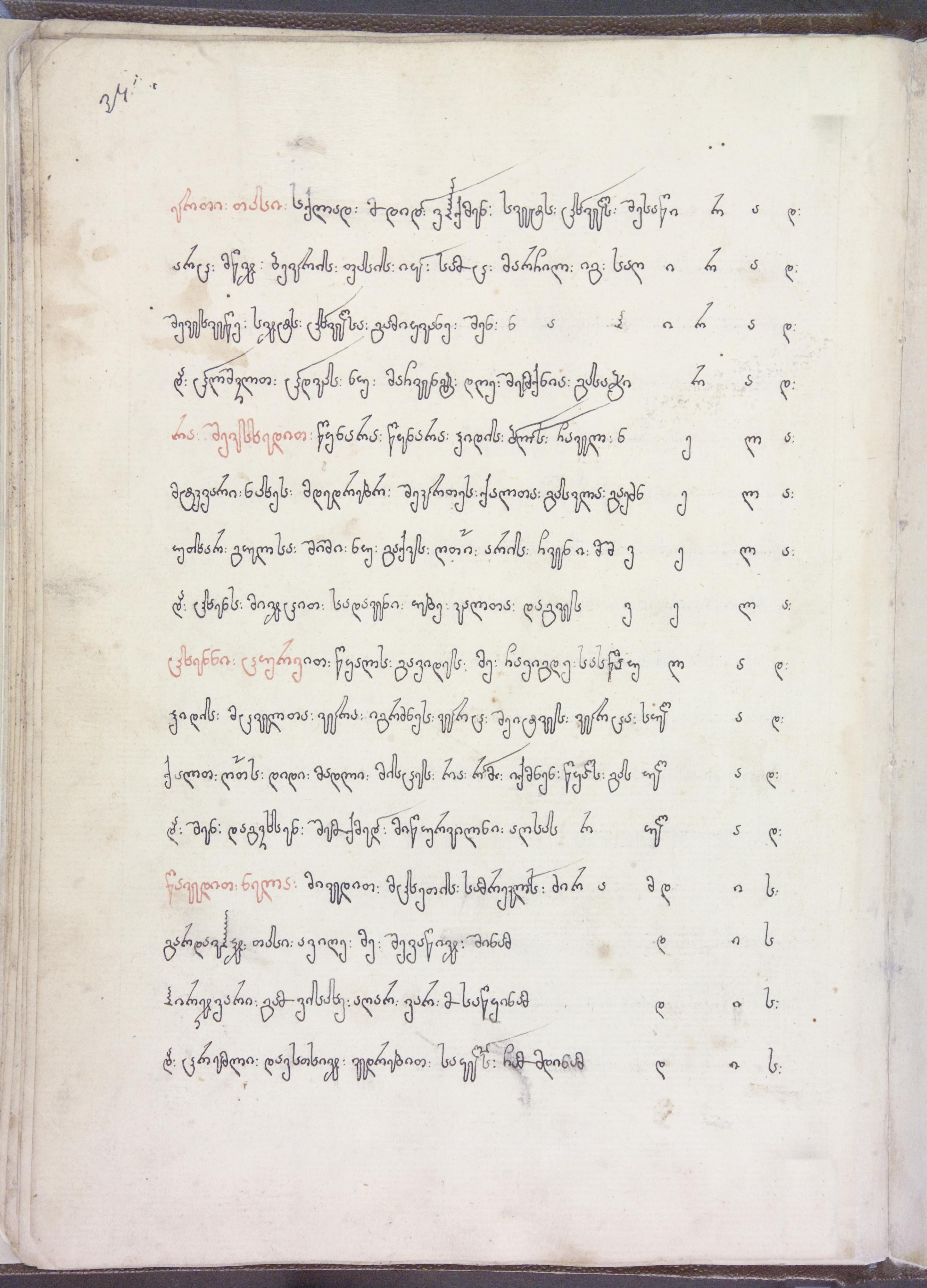
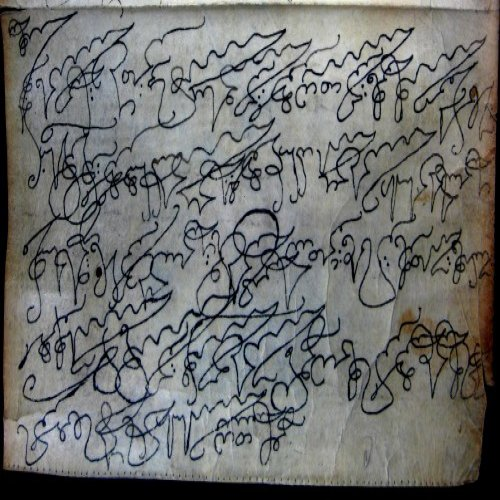
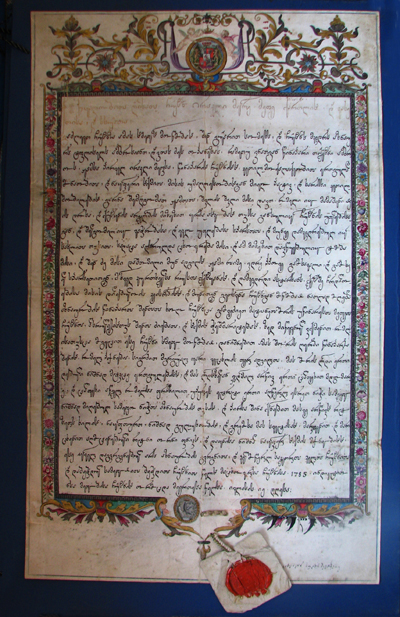